# Barnich
Barnich (Luxemburgs: Barnech) is een gehucht in de Belgische provincie Luxemburg. Het ligt in Autelbas-Barnich, een deelgemeente van de stad Aarlen.
In 1848 voegde de gouverneur van de provincie Luxemburg de plaats samen met de Autelbas, een plaats ten noordoosten van Barnich.

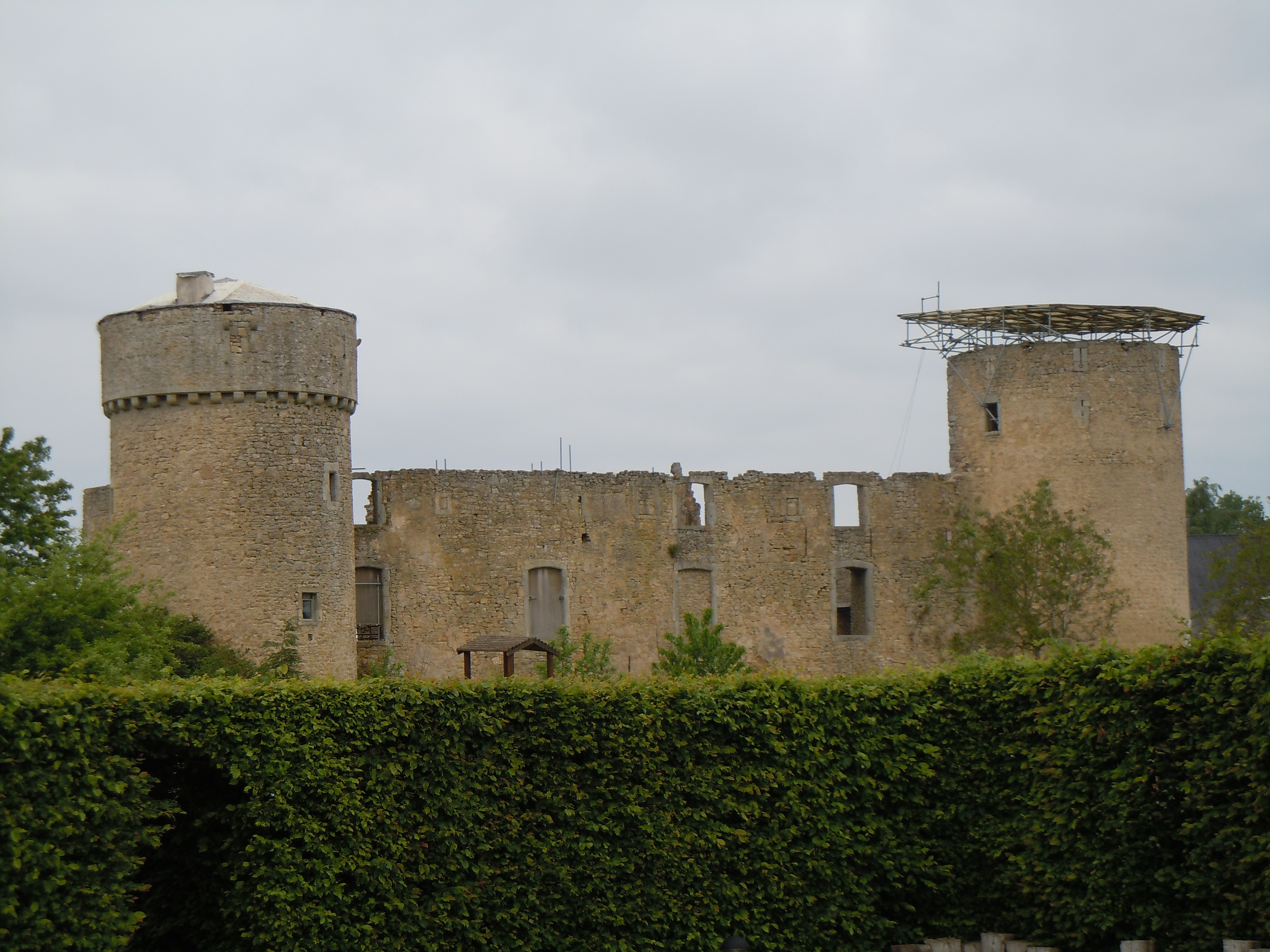
Het kasteel van Barnich

Deelgemeenten: Aarlen · Autelbas-Barnich · Bonnert · Guirsch · Heinsch · Toernich

Overige kernen: Autelhaut · Barnich · Clairefontaine · Fouches · Frassem · Freylange · Heckbous · Rosenberg · Sampont · Schoppach · Sesselich · Seymerich · Stehnen · Sterpenich · Stockem · Udange · Viville · Waltzing · Weyler · Wolberg

Belgische gemeenten · Arrondissement Aarlen · Luxemburg · Wallonië